# Stay (No Devotion)
Stay è un brano musicale del gruppo canadese di genere rock No Devotion, pubblicato il 1º luglio 2014 come primo singolo tratto dall'album Permanence.

## Tracce
1. Stay – 3:59
2. Eyeshadow – 3:54